# Kamzík horský tatranský
Kamzík horský tatranský (Rupicapra rupicapra tatrica) je endemický poddruh kamzíka horského, který žije pouze na území Tater (Slovensko, Polsko) a Nízkých Tater.
Je součástí loga obou národních parků na území Vysokých Tater.

## Populace a rozšíření
Kamzík horský tatranský žije ve všech částech Tater: Západní Tatry (Slovensko a Polsko), Východní Tatry a Belianské Tatry. Tyto části jsou chráněnými národními parky obou zemí. V roce 2006 byl slovenský Tatranský národní park domovem pro 371 kamzíků, z čehož bylo 72 jehňat. V polském Tatranském národním parku žilo 117 jedinců a z toho 27 jehňat. V roce 2010 populace vzrostla na 841 jedinců (z toho 74 jehňat), 699 (57 jehňat) na Slovensku a 142 (17 jehňat) v Polsku. Tento počet se přiblížil k populačnímu vrcholu z roku 1964, kdy bylo v Tatrách více než 900 jedinců.
Pro obavy z přežití kamzíků ve svém původním pohoří, byl tento druh v letech 1969 - 1976 uměle zaveden i do Nízkých Tater. Zavedeno 30 jedinců a současná populace představuje přibližně 100 jedinců.
| Rok      |      |      |      |      |      |      | 1997 | 1998 | 1999 | 2000 |
| Populace |      |      |      |      |      |      | 352  | 200  | 162  | 160  |
|          |      |      |      |      |      |      |      |      |      |      |
| Rok      | 2001 | 2002 | 2003 | 2004 | 2005 | 2006 | 2007 | 2008 | 2009 | 2010 |
| Populace | 205  | 333  | 345  | 422  | 486  | 488  | 532  | 701  | 720  | 841  |
|          |      |      |      |      |      |      |      |      |      |      |
| Rok      | 2011 | 2012 | 2013 | 2014 | 2015 | 2016 | 2017 | 2018 | 2019 | 2020 |
| Populace | 929  | 1096 | 1186 | 1389 | 1345 | 1367 | 1263 | 1431 | 1367 | 983  |
|          |      |      |      |      |      |      |      |      |      |      |
| Rok      | 2021 | 2022 | 2023 |      |      |      |      |      |      |      |
| Populace | 1095 | 1222 | 926  |      |      |      |      |      |      |      |

Výsledky sčítání: